# Heptastadio
El Heptastadio (en griego: Ὲπταστάδιον) era un pedraplén construido sobre un muelle   en el siglo III a. C.,durante el período ptolemaico por los habitantes de Alejandría, en Egipto. Solo conocemos su nombre por el geógrafo griego Estrabón. Unía la costa continental con la isla de Faro, en cuyo extremo oriental se construyó el faro. Su nombre de debe a su longitud: Heptastadio significa «siete estadios» en griego - hepta significa siete, y un estadio es una unidad griega de longitud que mide aproximadamente 180 m, lo que en total es unos 1344 metros. Constituía la separación entre los dos puertos de la ciudad, el Puerto Grande al este y el Eunosto al oeste. Además, servía como barrera de los sedimentos arenosos en el Gran Puerto, vertidos por el Nilo, que es un río alóctono.

## Historia
Alejandro Magno fundó la ciudad de Alejandría en abril del año 331 a. C. en el emplazamiento del pequeño pueblo pesquero de Racotis como base marítima para su flota. La ciudad se construyó sobre una estrecha cresta de piedra caliza  frente a la isla de Faro, donde más tarde se erigiría el Faro. 
Desde que la isla fue habitada, se utilizó como acueducto.
En la época ptolemaica, el faro se construyó por orden de Ptolomeo I y II. Es probable que Ptolomeo I también fuera responsable de la construcción del Heptastadio. El pedraplén formaba una barrera que separaba aún más los dos puertos de la costa de Alejandría. Esta disposición tenía la ventaja de proteger los puertos de la fuerza de la fuerte corriente costera del oeste. El lado este de la construcción se convirtió en el Portus Magnus (el Gran Puerto o Puerto Real), ahora una bahía abierta. El lado oeste se convirtió en el Portus Eunostus Puerto Eunosto, el puerto comercial), con su dársena interior Ciboto  (kiboto: caja) —que era un puerto artificial—, ahora enormemente ampliada para formar el puerto moderno. Dos canales con puentes encima se dejaron bajo la calzada para permitir el acceso entre los dos puertos. Julio César ordenó bloquear estos canales durante la segunda guerra civil de la República romana,

## Arqueología
En 1996, un equipo de geofísicos del CNRS y de la Universidad Pierre y Marie Curie comenzó a estudiar el trazado de esta calzada, que ahora se encuentra bajo la ciudad. Analizando las anomalías mediante una serie de mediciones eléctricas, magnéticas, electromagnéticas, sísmicas y de radar, los especialistas han podido trazar el recorrido exacto del Heptastadio. Las investigaciones geofísicas indican que formaba parte de la red viaria de la antigua ciudad.